# Hendersonrohrsänger
Der Hendersonrohrsänger (Acrocephalus taiti) ist ein unauffällig gefärbter Singvogel aus der Gattung der Rohrsänger (Acrocephalus) innerhalb der Familie der Rohrsängerartigen (Acrocephalidae). Er ist ein Endemit und zugleich der einzige Singvogel auf der unbewohnten Insel Henderson im südöstlichen Pazifik, wo er in Wäldern vorkommt. Besondere Kennzeichen sind das häufige Auftreten von Leuzismus im Gefieder und von Bruthelfern bei der Fortpflanzung. Wegen seines beschränkten Vorkommens gilt der Vogel als gefährdet. Früher wurde er als Unterart des Pitcairnrohrsängers (A. vaughani) betrachtet.

## Beschreibung

### Aussehen
Mit einer Länge von etwa 17 cm ist der Hendersonrohrsänger ein recht großer Vertreter seiner Gattung mit rundlichem Körperbau. Er ist sehr anfällig für Leuzismus bzw. Teilalbinismus, wovon fast jeder Altvogel betroffen ist. Leuzistische, also weiße Federpartien finden sich vor allem am Kopf sowie in den Steuer- und Schwungfedern des Schwanzes und der Flügel.
Auf der länglichen Stirn und dem Scheitel ist der Vogel dunkelaschgrau mit weißen Federsäumen von variabler Breite, die eine überwiegend weiße Scheitelfärbung verursachen können. Der verhältnismäßig lange Schnabel ist oben dunkelgrau mit einer blassrosa Kante, die an der Schnabelbasis am ausgeprägtesten ist. Der Unterschnabel ist an der Basis ebenfalls blassrosa und wird zur Spitze hin dunkler. Der recht schwach ausgeprägte, schmale Überaugenstreif ist von blasser gräulichweißer Farbe und reicht nur bis auf Augenhöhe, wobei er über dem Zügel am deutlichsten ist. Klar erkennbar ist hingegen der schwarze Zügelstreif zwischen Schnabelbasis und Auge. Das Auge mit der dumpfbraunen Iris ist von einem schmalen, aber auffälligen weißlichen Ring umgeben. Hinter dem Auge setzt sich eine nur sehr undeutliche, dunkle Linie fort, sodass die Scheitelseiten mit den Ohrdecken und dem Nacken verschmelzen. Letzterer ist aschgrau mit weißen Federsäumen von unterschiedlicher Breite, die bei starker Ausprägung die gräuliche Grundfärbung überlagern können. Die Ohrdecken weisen eine sehr variable Färbung auf, wobei sie nach unten hin blasser, manchmal sogar fast weiß werden. Die Mantel- und Schulterfedern sind aschgrau mit weißen Rändern, die bei großer Deutlichkeit ein fleckiges Muster erzeugen. Der Bürzel und die Oberschwanzdecken sind blass gräulichweiß gefärbt und leicht gefleckt. Der Schwanz ist schwarz mit zufällig platzierten weißen Steuerfedern, wobei die äußeren vier Schwanzfedern weiße Spitzen haben, deren Größe nach außen hin abnimmt. Die Unterschwanzdecken sind rein- oder cremeweiß. Kinn, Kehle, Brust und Bauch sind weiß, wobei bei den zwei letzteren eine leichte gräuliche Tönung zu erkennen ist. Auch die oberen Flanken sind weiß, nach unten hin verdunkeln sie sich zu einem blassen Sandgrau. Die Rand- und mittleren Armdecken sind dunkelgrau mit breiten, weißen Federsäumen. Normalerweise weisen die großen Armdecken ebenfalls eine dunkelgraue Grundfärbung auf, wobei bei leuzistischen Individuen einige oder sogar alle Federn weiß sind, und die Breite der ebenfalls weißen Federsäume nimmt nach außen hin ab.  Die Schirmfedern sind dunkelgrau bis schwarz und haben weiße Ränder und Spitzen von variabler Breite. Die Handdecken sind bei nicht von Leuzismus betroffenen Vögeln schwarz gefärbt, sonst meist komplett weiß. Die Armschwingen und Handschwingen sind im Allgemeinen schwarz mit weißen Federspitzen, oft sind einzelne Federn jedoch weiß, deren besonders an den Federspitzen auffällige Säume gräulich bis schwarz gefärbt sind. Die schwarze Alula ist manchmal reinweiß umrandet. Die Unterflügeldecken sind von cremeweißer Farbe. Im geschlossenen Zustand wird die Flügelspitze von der vierten, oft zusammen mit der dritten und fünften Handschwinge gebildet. Dabei ist bei der dritten und vierten Handschwinge eine Ausbuchtung zu erkennen. Die geschlossenen Flügel wirken zudem recht kurz und abgerundet. Die verhältnismäßig langen Beine sowie die Füße und Krallen sind dunkelgrau.
Es bestehen nur geringfügige Geschlechtsunterschiede: Während Männchen etwa 22,5–30,5 g wiegen, beträgt das Gewicht der Weibchen etwa 21–25 g, womit diese durchschnittlich etwas leichter sind. Außerdem haben Männchen im Allgemeinen etwas mehr weiße Steuerfedern als Weibchen. Des Weiteren gab der Erstbeschreiber Ogilvie-Grant an, dass die Irisfarbe der Weibchen rot sei und sich damit von der braunen Iris der Männchen unterscheide, was jedoch später von anderen Ornithologen angezweifelt und ein Irrtum vermutet wurde.
Über den Zeitraum der Vollmauser der Altvögel ist nichts bekannt. Es ist allerdings wahrscheinlich, dass sie im Anschluss an die Brutzeit stattfindet, also zwischen Februar und Juli.
Immature Vögel (Jungvögel) sind deutlich dunkler und bräunlicher als adulte Vögel gefärbt und nie von Leuzismus betroffen.

### Artabgrenzung

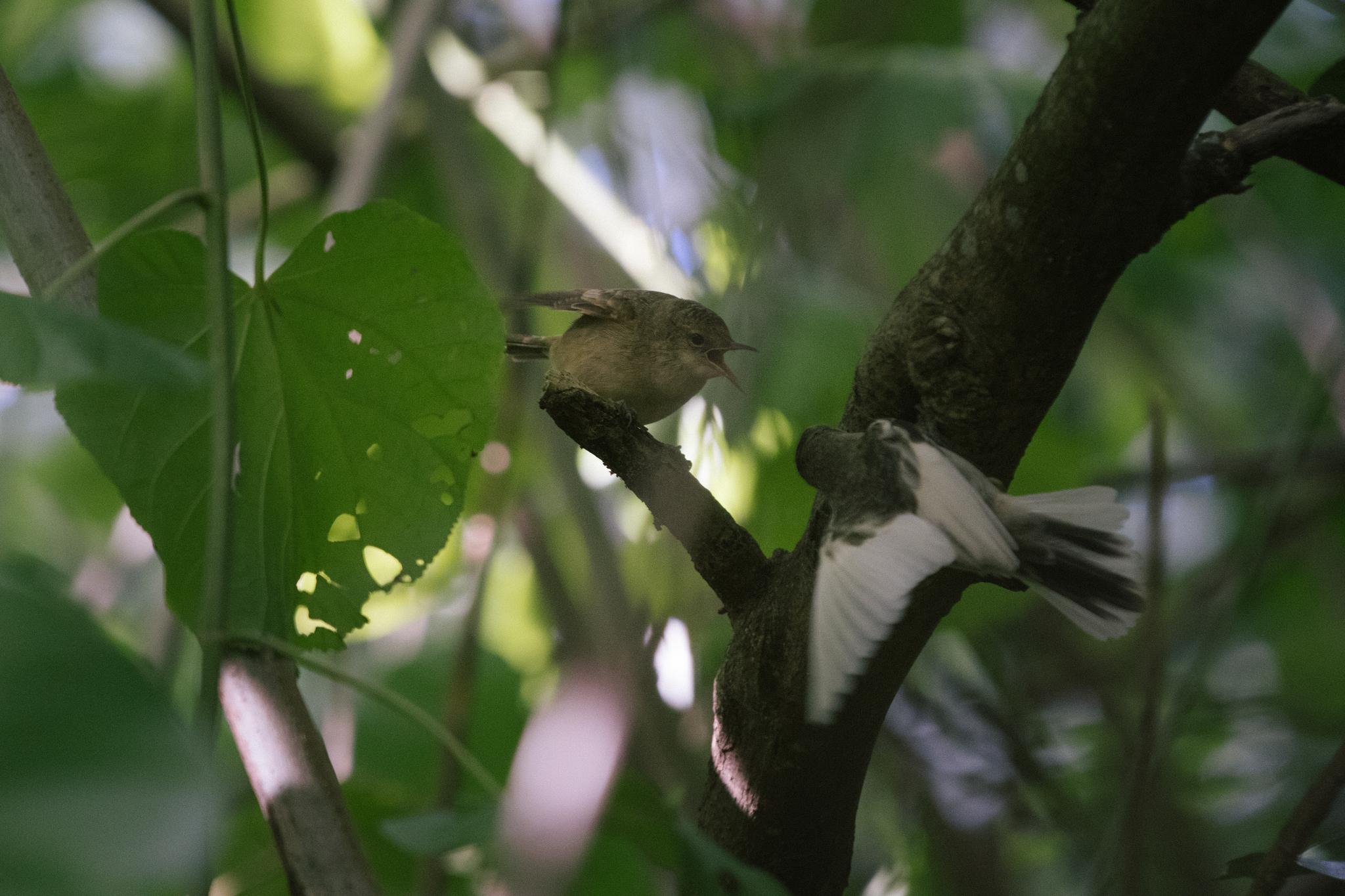
Zwei Pitcairnrohrsänger (A. vaughani), rechts ein teilleuzistischer Vogel im Flug

Die Abgrenzung vom Pitcairnrohrsänger (A. vaughani) und vom Rimatararohrsänger (A. taiti), mit denen der Hendersonrohrsänger früher als konspezifisch betrachtet wurde, ist nicht sicher möglich, da das Gefieder bei allen drei Arten sehr ähnlich ist und deutliche individuelle Unterschiede auftreten. Im Durchschnitt ist der Hendersonrohrsänger auf dem Kopf und der Unterseite jedoch weißlicher gefärbt und die hellen Federsäume auf der Oberseite, die anders als beim Pitcairnrohrsänger nicht olivfarben ist, sind meist breiter als bei den anderen beiden Arten. Außerdem sind die Flanken und Unterschwanzdecken im Gegensatz zum Pitcairnrohrsänger nicht mit einer cremegelben Färbung versehen. Jungvögel des Hendersonrohrsängers sind durchschnittlich etwas blasser als die des Pitcairnrohrsängers gefärbt. Im Vergleich zu allen anderen Rohrsängern Polynesien ist der Hendersonrohrsänger deutlich langbeiniger. Seine Flügelstruktur ähnelt der des Hawaiirohrsängers (A. familiaris), ihm fehlt aber eine Ausbuchtung der fünften und sechsten Handschwinge. Die Unterscheidung von ähnlichen Arten erübrigt sich allerdings in freier Natur, da der Hendersonrohrsänger der einzige Singvogel Hendersons ist und nicht auf Nachbarinseln vorkommt.

### Stimme
Die Lautäußerungen des Hendersonrohrsängers sind wenig komplex. Genau wie beim Pitcairn- (A. vaughani) und beim Rimatararohrsänger (A. rimitarae) ist kein eindeutig als solcher identifizierbarer Gesang bekannt. Die häufigsten Rufe sind sehr kurze, hohe Töne von hartem, krächzenden Charakter mit einer Frequenz von 4 bis 8 kHz und einer Länge von weniger als 0,13 s. Daneben wurden auch dicht aneinandergereihte Abfolgen von dünnen, mit einer Dauer von 1 bis 5 s eher langen Tönen beschrieben, die von adulten Vögeln zur Revierverteidigung abgegeben werden und auch bei starkem Wind und Wellengang an den Stränden Hendersons aus bis zu 25 m Entfernung wahrgenommen werden können. Angesichts der geringen Reviergröße des Hendersonrohrsängers (siehe Abschnitt Territorialverhalten) wird vermutet, dass diese Tonreihen eine Gesangsfunktion einnehmen und zur innerartlichen Verständigung dienen.

## Verbreitung
Dieser Endemit kommt nur auf Henderson vor, einer etwa 36 km² großen, unbewohnten Insel im zentralen Südpazifik, die zum britischen Überseegebiet Pitcairninseln zählt. Es handelt sich um ein ehemaliges Korallenriff, das sich bis zu 30 m aus dem Meer erhebt. Die Art ist auf der gesamten Insel verbreitet und gilt als deren einziger Singvogel. Außerhalb Hendersons ist bislang kein Nachweis erbracht worden, weswegen es sich wohl um einen Standvogel handelt.

## Lebensraum

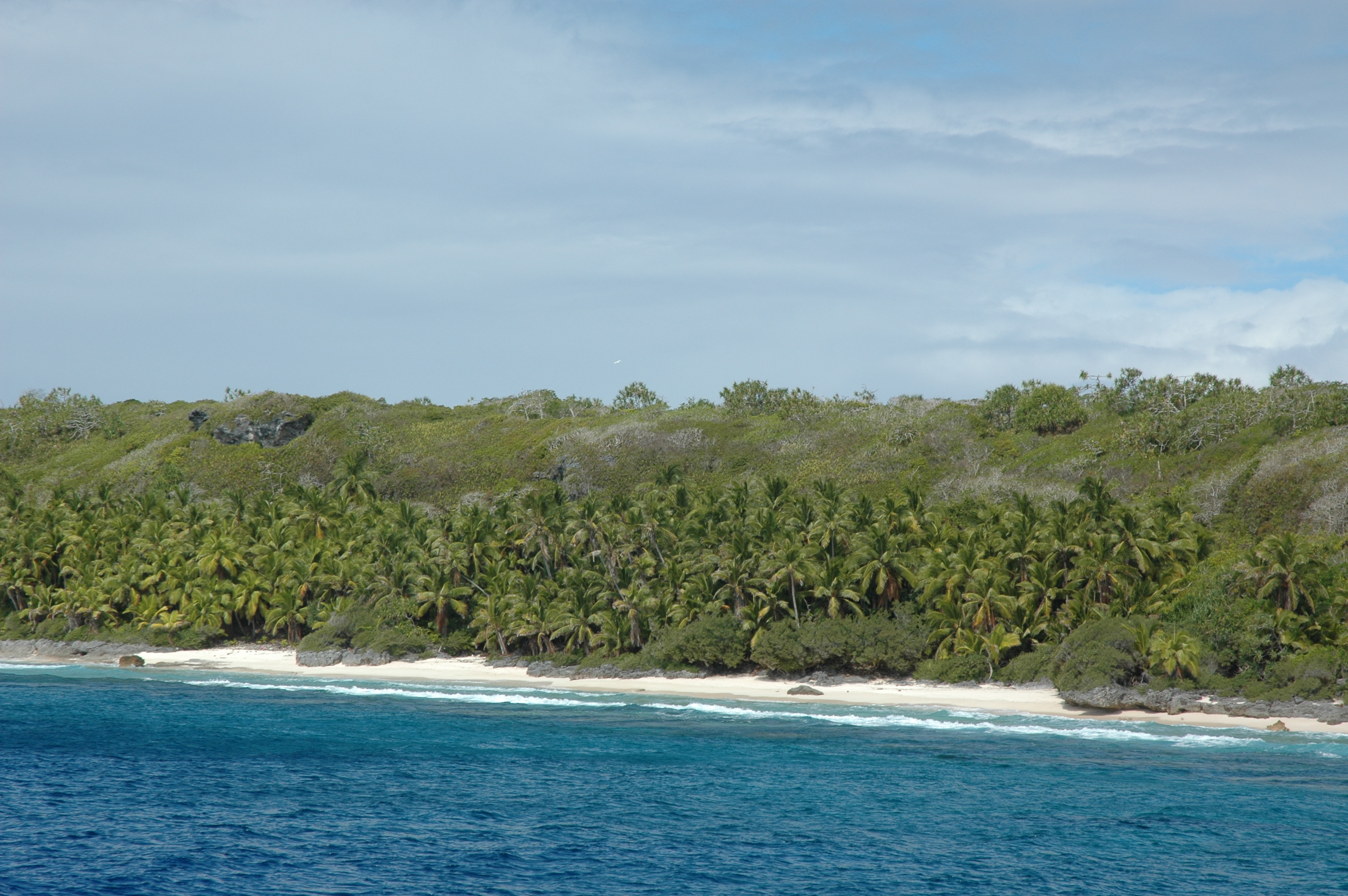
Mögliches Habitat an der Nordwestküste Hendersons

Der Hendersonrohrsänger kommt in bewaldeten Habitaten vor. Er bewohnt sowohl den küstennahen Wald, der hauptsächlich aus den neophytischen (eingeführten) Laubbaumarten Portiabaum (Thespesia populnea) und Cordia subcordata besteht, als auch den dichten Mischwald des Plateaus, dessen Kronenhöhe ca. 6 m beträgt.

## Verhalten

### Ernährungsverhalten
Die Nahrungssuche erfolgt in allen Höhenschichten vom Boden bis in die Kronen von Kokospalmen (Cocos nucifera). Dabei sammelt der Vogel die Nahrung von Blättern, Ästen und Zweigen sowie aus Rindenspalten auf. Das Nahrungsspektrum ist relativ breit und umfasst kleine Wirbellose wie beispielsweise 1–3 mm große Landschnecken verschiedener Arten, Ameisen, Fliegen, Käfer, Küchenschaben, große Wespen, aber auch Samen und Fruchtfleisch. Nestlinge werden hauptsächlich mit Raupen und Imagines von Nachtfaltern gefüttert.

### Territorialverhalten
Es handelt sich um einen territorialen Vogel, da die Männchen in der Brutzeit, aber vermutlich auch im restlichen Jahr ein Revier verteidigen. Die durchschnittliche Reviergröße beträgt 0,92 ha, was sich aus einer durchschnittlichen Entfernung besetzter Nester von 108 m zueinander und dem daraus resultierenden Radius jedes Reviers von durchschnittlich 54 m ergibt, wobei angenommen wird, dass die Reviere ungefähr kreisförmig sind. Häufig halten sich in einem Revier neben einem Brutpaar auch ein bis zwei weitere subadulte Vögel der vorhergehenden Brutsaison auf.

### Fortpflanzungsverhalten
Die Brutzeit liegt im Südsommer, wobei im September, Oktober und insbesondere November am meisten Bruten stattfinden. Normalerweise gibt es nur eine Jahresbrut, da die Jungvögel relativ lange brauchen, bis sie selbstständig sind. Die Brutsaison ist vermutlich an das jahreszeitliche Auftreten passender Insektennahrung insbesondere für die Jungvögel angepasst.
Das recht klobige Nest besteht aus verschiedenen Pflanzenfasern einschließlich kleinen Wurzeln und Kokosfasern sowie aus abgestorbenen Blättern und ist mit feineren Fasern desselben Materials ausgelegt. Der Außendurchmesser variiert zwischen 10 und 21 cm und der Innendurchmesser am Oberrand beträgt etwa 5 bis 6,5 cm. Außen ist das Nest 8 bis 14 cm tief, während die Tiefe des Napfes 4,5 bis 6 cm beträgt. Es wird in einer Höhe von etwa 1,7 bis 7 m in einem Baum erbaut, im Durchschnitt liegt es in einer Höhe von 3,6 m. Zu den Baumarten, in denen Nester des Hendersonrohrsängers am häufigsten gefunden wurden, zählen Xylosma suaveolens, Thespesia populnea (Portiabaum), Nesoluma st-johnianum und Ixora fragrans, seltener werden auch Eugenia reinwardtiana, Pisonia grandis, Psydrax odorata, Celtis pacifica und Glochidion pitcairnense zum Nestbau genutzt. Die Eier ähneln denen des Pitcairnrohrsängers (A. vaughani). Sie sind durchschnittlich 21,9 mm lang und 15,7 mm breit sowie blass grünlichblau gefärbt, wobei sie große, auffällige, braune oder schwarze Flecken aufweisen. Außerdem tragen sie undeutliche Zeichnungen. Das Gelege umfasst meist zwei bis drei Eier, seltener auch eines oder bis zu fünf, wobei in letzterem Fall davon auszugehen ist, dass zwei Weibchen in dasselbe Nest Eier gelegt haben. Es wird etwa 15 Tage lang hauptsächlich vom Weibchen bebrütet, bis die Jungvögel schlüpfen. Der Bruterfolg ist wegen der geringen Gefährdung durch Prädatoren sehr hoch, sodass fast alle geschlüpften Jungvögel flügge werden. Pro Nest sind dies einer Untersuchung zufolge durchschnittlich 1,47 Jungvögel. Nach dem Ausfliegen werden die Jungvögel noch mindestens sechs Wochen zumindest teilweise gefüttert, jedoch bleiben die Familienverbände manchmal auch über ein halbes Jahr lang zusammen.
Der Hendersonrohrsänger brütet entweder in Paaren oder zu dritt, also mit einem Bruthelfer, der die Elternvögel bei der Bebrütung der Eier und der Fütterung der Jungvögel unterstützt. Dabei wurden bereits Trios aus zwei Männchen und einem Weibchen als auch (seltener) aus einem Männchen und zwei Weibchen beobachtet, die untereinander jeweils nicht näher verwandt waren.

## Gefährdungssituation und Bestand
Die Art wird wegen des sehr kleinen Verbreitungsgebietes von etwa 80 km² und der stabilen Bestände von etwa 4000 bis 8600 adulten Individuen in der Roten Liste der IUCN als gefährdet (Vulnerable) eingestuft. Als Hauptbedrohung wird die Erbeutung von Eiern und Nestlingen durch Pazifische Ratten (Rattus exulans) genannt, allerdings befindet sich diese vermutlich seit dem 8. Jahrhundert auf der Insel und seitdem koexistieren beide Arten. Im August 2011 wurde dennoch versucht, die Population der Pazifischen Ratte auf der Insel auszurotten, allerdings ohne Erfolg, sodass sich ihr Bestand bis 2013 wieder erholte. Die Einschleppung von weiteren Rattenarten, beispielsweise der Hausratte (Rattus rattus) oder der Wanderratte (Rattus norvegicus), von invasiven Pflanzenarten oder von Seuchen könnten den Bestand des Hendersonrohrsängers zukünftig dezimieren oder die Art sogar aussterben lassen.

## Systematik und Forschungsgeschichte
Im Jahr 1912 besuchte der Vogelsammler David R. Tait die Insel Henderson im Rahmen einer von Sir John Murray geleiteten Expedition, deren Ziel die Entdeckung neuer Kalkvorkommen war. Bei diesem Besuch schoss Tait einige Exemplare der dort vorkommenden Vögel einschließlich des Hendersonrohrsängers und überließ deren Bälger dem British Museum. Auf Basis dieser Sammlung veröffentlichte William Robert Ogilvie-Grant im Jahr 1913 die Erstbeschreibung des Hendersonrohrsängers unter dem wissenschaftlichen Namen Acrocephalus taiti, also unter dem Namen, den die Art auch heute trägt. Das Artepitheton ehrt David Tait.
Ab 1929 wurde der Hendersonrohrsänger – ebenso wie der Rimatararohrsänger (A. rimitarae) – als Unterart des Pitcairnrohrsängers (A. vaughani, damals als Conopoderas vaughani bezeichnet) eingestuft und die drei Arten somit als konspezifisch angesehen. Die beiden dafür verantwortlichen Ornithologen Robert Cushman Murphy und Gregory M. Mathews begründeten diese systematische Stellung mit großen Ähnlichkeiten zwischen den drei Populationen, wenngleich geringfügige morphologische Unterschiede, insbesondere die Körpergröße und die Flügellänge betreffend, eine Einstufung des Henderson- und des Rimatararohrsängers als eigene Unterarten rechtfertigten. Im Jahr 1992 behandelte Gary M. Graves den Hendersonrohrsänger jedoch wieder als eigene Art. Heute wird der Artstatus allgemein anerkannt.
Im Jahr 2011 ergab eine von Alice Cibois et al. durchgeführte Analyse der mitochondrialen DNA der Rohrsängerarten des Pazifiks, dass der Hendersonrohrsänger zusammen mit dem Tuamoturohrsänger (A. atyphus), dem Nordmarquesas-Rohrsänger (A. percernis), dem Cookinsel-Rohrsänger (A. kerearako), dem Rimatararohrsänger (A. rimitarae), dem Pitcairnrohrsänger (A. vaughani), dem Hawaiirohrsänger (A. familiaris) und dem Langschnabel-Rohrsänger (A. caffer) sowie den ausgestorbenen Arten Mangarevarohrsänger (A. astrolabii), Moorearohrsänger (A. longirostris) und Forsterrohrsänger (A. musae) eine monophyletische Klade bildet, die als „polynesische Klade“ bezeichnet wurde (Kladogramm siehe rechts). Durch die Erkenntnisse der Untersuchung wurde außerdem der Artstatus des Hendersonrohrsängers bestätigt.
Die Art gilt als monotypisch, da keine Unterarten anerkannt werden.

## Stammesgeschichte
Aufgrund der oben genannten Ergebnisse der mtDNA-Analyse von Alice Cibois et al. von 2011 wird vermutet, dass alle Rohrsänger des tropischen Pazifiks – außer dem Guamrohrsänger (A. luscinius), der bis zu seinem Aussterben auf Guam, der größten und ältesten Insel der Marianen, vorkam – einen gemeinsamen Vorfahren hatten. Die Besiedlung der pazifischen Inseln durch Radiation erfolgte wohl nicht Insel für Insel von West nach Ost, sondern verlief anscheinend deutlich komplexer. Der Zeitpunkt der Besiedlung Hendersons ist nicht genau geklärt, jedoch erfolgte sie wahrscheinlich im mittleren bis späten Pleistozän, also vor etwa 781.000 bis 11.700 Jahren und somit vermutlich erst deutlich später als die Entstehung der Insel vor etwa 0,4 bis 13 Millionen Jahren.